# Saracha zuccagniana
Saracha zuccagniana är en potatisväxtart som beskrevs av George Don jr. Saracha zuccagniana ingår i släktet Saracha och familjen potatisväxter. Inga underarter finns listade i Catalogue of Life.